# Rura za Wronią
Rura za Wronią – niewielka jaskinia w Zadniej Wroniej Baszcie w Dolinie Kobylańskiej. Pod względem geograficznym jest to obszar Wyżyny Olkuskiej wchodzący w skład Wyżyny Krakowsko-Częstochowskiej, administracyjnie znajduje się w granicach wsi Karniowice, w gminie Zabierzów w powiecie krakowskim.

## Opis obiektu
Zadnia Wronia Baszta znajduje się w bocznym wąwozie będącym orograficznie lewym odgałęzieniem Doliny Kobylańskiej. Wąwóz ten biegnie we wschodnim kierunku do Karniowic. U podstawy Zadniej Wroniej Baszty znajduje się duży, widoczny z daleka otwór Schroniska na Kawcu. 2 metry po jego prawej stronie u podstawy skały jest niewielki otwór Korytarzyka za Wronią, a 8 metrów nad nimi w ścianie Zadniej Wroniej Baszty sjest otwór Rury za Wronią. Można się do niego dostać trudną wspinaczką, lub zjazdem na linie.
Otwór główny jest dość duży. Biegnący za nim korytarz rozgałęzia się na dwie rury o krasowym pochodzeniu. Są coraz ciaśniejsze, w końcu niemożliwe do przejścia.
Obiekt powstał w późnojurajskich wapieniach skalistych. Jest suchy i widny. Na jego ścianach jest mleko wapienne, na spągu gleba i kości drobnych zwierząt, a na ścianach rozwijają się glony, porosty i mchy.

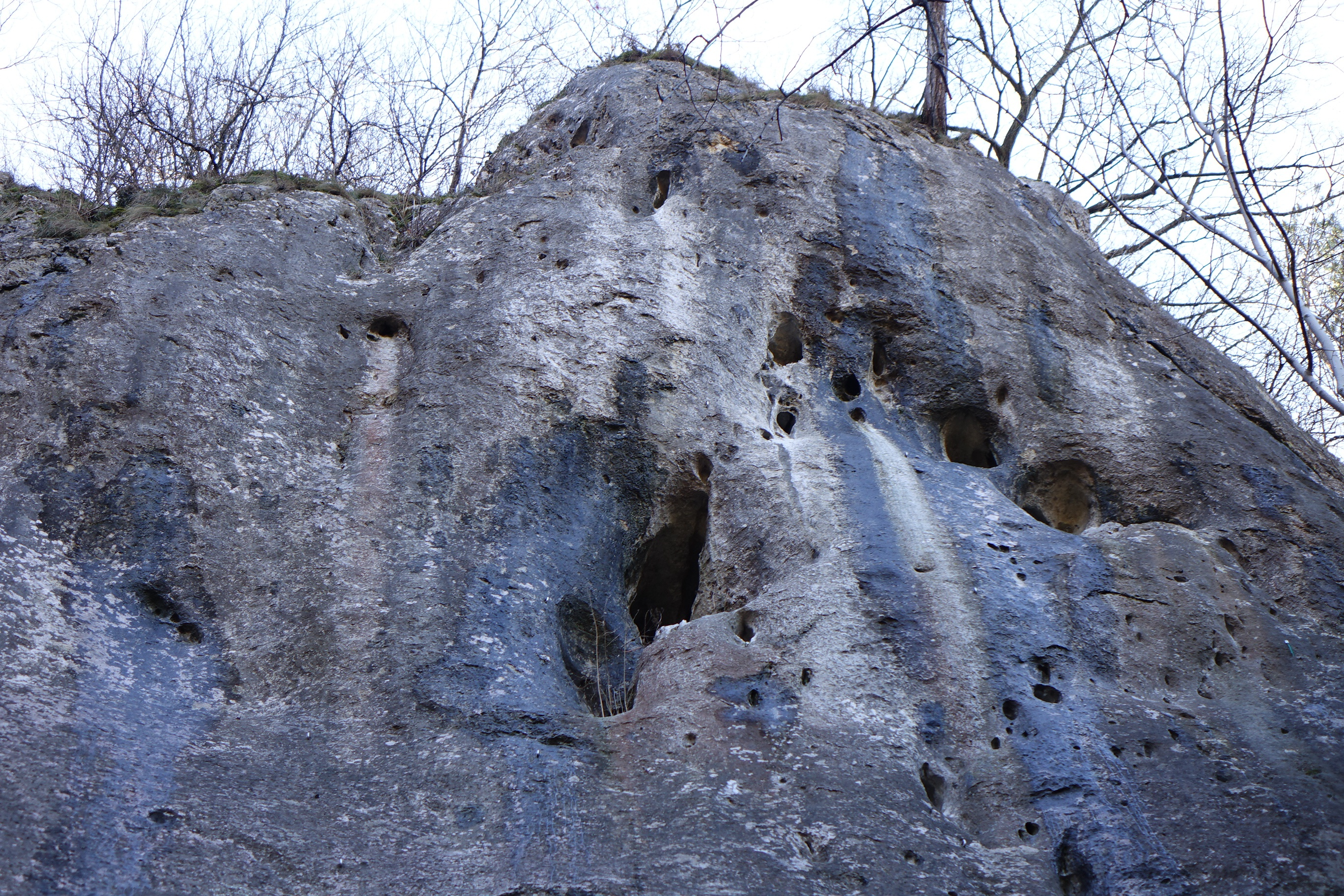
Otwór